# ميسلون عين عيسى (الرقة)
ميسلون عين عيسى قرية سورية تتبع ناحية عين عيسى في منطقة تل أبيض في محافظة الرقة. بلغ عدد سكانها 742 نسمة في عام 2004 حسب إحصاء المكتب المركزي للإحصاء.